# Штабной вагон

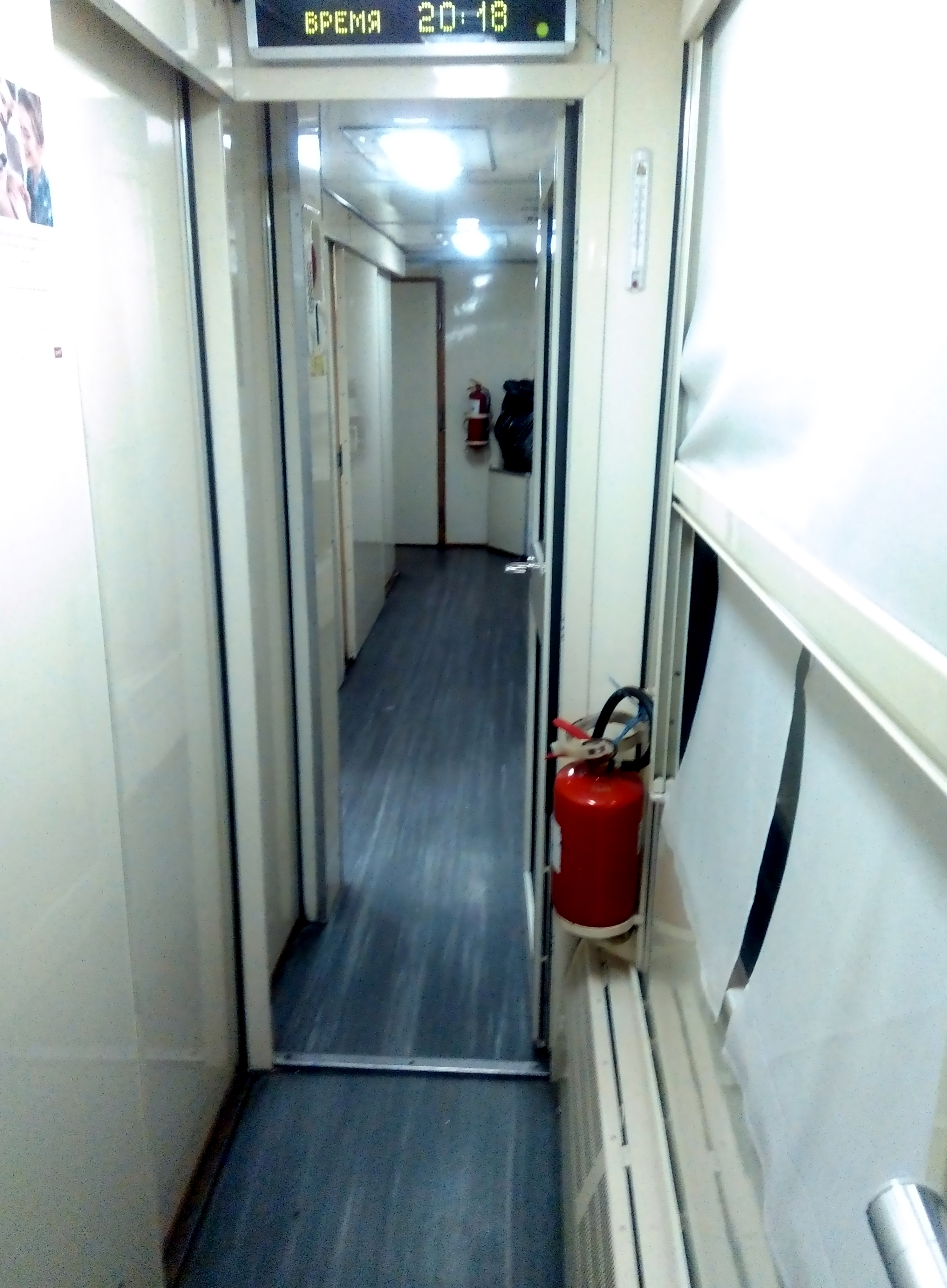
Задняя часть штабного вагона, наиболее отличающая его от обычного

Штабной вагон (вагон-штаб) — так называют специальный вагон, предназначенный для начальника поезда, один из типов пассажирских вагонов. Он похож на купейный вагон, но при этом несколько отличается от последнего. Главное отличие — в порядке расположения купе. В штабном вагоне часть купе не предназначены для пассажиров. В штабном вагоне есть купе начальника поезда, купе для сотрудников МВД, сопровождающих поезд, а также радиоточка и купе для хранения постельного белья. В современных штабных вагонах оборудуется специализированное купе для проезда инвалида-колясочника и сопровождающего его лица; вход оборудуется специальным подъемником, туалет в задней части вагона имеет большие размеры, рассчитанные на использование инвалидного кресла.
Штабные вагоны присутствуют в поездах дальнего следования — в частности, в фирменных поездах. Встречаются практически во всех странах мира. В России такие вагоны производит Тверской вагоностроительный завод.